# (7087) Lewotsky
(7087) Lewotsky (1991 TG4) – planetoida z pasa głównego asteroid okrążająca Słońce w ciągu 2,74 lat w średniej odległości 1,96 j.a. Odkryta 13 października 1991 roku.